# 21540 Itthipanyanan
21540 Itthipanyanan è un asteroide della fascia principale. Scoperto nel 1998, presenta un'orbita caratterizzata da un semiasse maggiore pari a 3,1657805 UA e da un'eccentricità di 0,1069090, inclinata di 22,07690° rispetto all'eclittica.